# Dmitro Olekszandrovics Razumkov
Dmitro Olekszandrovics Razumkov (cirill betűkkel: Дмитро Олександрович Разумков; Berdicsiv, 1983. október 8.) ukrán politikus, politikai tanácsadó, 2019 augusztusa és 2021 októbere között az Ukrán Legfelsőbb Tanács elnöke. 2019-től a Nép Szolgája párt elnöke volt. 2021-től független parlamenti képviselő. Apja Olekszandr Razumkov politikus, aki az 1990-es évek közepén Leonyid Kucsma elnök főtanácsadója volt.

## Életrajza

### Származása
A Zsitomiri területen található Berdicsivben született 1983-ban. Apja Dmitro Razumkov, az 1990-es években Ukrajna egyik befolyásos politikusa, Leonyid Kucsam elnök főtanácsadója, néhány évig az Ukrán Nemzetbiztonsági és Védelmi Tanács (RNBOU) titkárának helyettese, a Razumkov Intézet alapítója és vezetője volt. 16 éves volt, amikor az apja 1999-ben elhunyt. Anyja Natalija Kudrja, a kijevi Leszja Ukrajinka Nemzeti Akadémiai Drámai Színház művésze.

### Tanulmányai
1990-től 1998-ig a berdicsivi 3. sz. iskolában tanult. 1998-ban 14 éves korában családjával Kijevbe költöztek, ahol 2001-ig a 38. sz. kijevi líceumban folytatta a tanulmányait. Ezt követően a Tarasz Sevcsenko Kijevi Nemzeti Egyetem Nemzetközi Kapcsolatok Intézetében tanult nemzetközi közgazdász szakon, az egyetemen 2007-ben végzett. Az Irpinyben működő Állami Adóügyi Egyetemen 2011-ben jogi végzettséget szerzett.

### Szakmai és politikai tevékenysége
Már az egyetem utolsó éveiben a politika közelében tevékenykedett. 2006-2007-ben a Régiók Pártja parlamenti képviselőjének, Valerija Matyuhának az asszisztense volt. 2006-tól 2010-ig a Régiók Pártja tagja volt és a párt apparátusában dolgozott politikai tanácsadóként. Később erről az időszakáról úgy nyilatkozott, hogy nem játszott fontos szerepet a pártban. 2007 júliusától az Ukrán Regionális Fejlesztési és Építésügyi Minisztériumban a miniszter tevékenységét támogató osztályon, majd az Ukrán Miniszteri Kabinetben dolgozott. 2010-től 2012-ig Szerhij Tyihipko miniszterelnök-helyettes csapatában dolgozott, akit még abból az időszakból ismert, amikor apja Dnyipropetrovszkban volt Komszomol-titkár. 2013-2014-ben Andrij Nyikolajenko, a Kirovohradi Területi Állami Közigazgatási Hivatal elnökének tanácsadója volt.
A méltóság forradalmát követően, 2015-től a magánszférában tevékenykedett, 2015 és 2019 között a Ukrainian Politconsulting Group tanácsadó cég igazgatója volt. 2015-től rendszeres publikált a RIA-Novosztyi Ukrajina orosz nyelvű hírportálon.
Ivan Bakanov, Volodimir Zelenszkij közeli barátja és munkatársa, a Nép Szolgája párt 2017 és 2019 közötti elnöke 2018 októberében felkérte Razumkovot, hogy legyen Zelenszkij kampánycsapatának a vezetője. Zelenszkij elnökké választását követően, a 2019. júliusi parlamenti választáson a Nép Szolgája választási listavezetője volt. A parlamenti választáson képviselővé választották. 2019 májusától november 10-ig egyúttal a Nép Szolgája párt elnöke is volt. 2019. december 24-től 2022. január 11-ig tagja volt az elnök mellett működő Ukrán Nemzeti Befektetési Tanácsnak.
2019. augusztus 29-n az Ukrán Legfelsőbb Tanács elnökévé választották. Ekkor Ukrajna egyik legbefolyásosabb politikusa volt. A Fokusz ukrán hetilap 2019-es 100 legbefolyásosabb ukránról készített listáján a hetedik volt. 2019 és 2021. október 14. között mint a parlament elnöke hivatalból tagja volt az Ukrán Nemzetbiztonsági és Védelmi Tanácsnak (RNBOU).
A Zelenszkij elnök és Razumkov között kialakult politikai nézetkülönbségek miatt az ukrán parlament 2021. október 7-n visszahívta az elnöki posztról. Razumkov és több más politikus szerint a parlamenti elnöki posztról történt visszahívása ellentétes volt a parlamenti eljárásrenddel. Razumkovot első helyettese, Ruszlan Sztefancsuk követte a parlamenti elnöki poszton.
A parlamenti elnöki posztról történt leváltása után szakított a Nép Szolgája párttal. Független parlamenti képviselőként folytatta a munkáját, de 2021.november 8-n bejelentette, hogy Okos Politika (ukránul Rozumna Politika, amely egyúttal szójáték is a vezetéknevével) néven frakciók közötti képviselőcsoportot alakít a parlamentben, amelyben 17 képviselő vesz részt. November 16-n bejelentette, hogy politikai pártot szeretne alapítani. 2021. november 27-n bejelentette, hogy indul a 2024-es ukrajnai elnökválasztáson. Az Okos Politika képviselőcsoportból 2022. január 24-n Razumkov elnökválasztási kampányának támogatására létrejött a Razumkov Csapata (Komanda Razumkova) képviselőcsoport. Ekkor Razunkov támogatottsága a tervezett 2024-es elnökválasztás jelöltjei között 5,2%-os volt (a biztos választók körében). Az Ukrajna ellen 2022 februárjába kezdődött orosz inváziót követően Razumkov támogatottsága egy március végi felmérés szerint jelentősen visszaesett, a választani tudók körében 1,2% volt.

## Magánélete
Nős, felesége Julija Csajka, Volodimir Csajka volt mikolajivi polgármester lánya. Üzleti tevékenységgel foglalkozik. Ő a tulajdonosa Razumkov zálogházi vállalkozásának. A Razumkov házaspárnak két fia született, Olekszandr és Olekszij.
Dmitro Razumkovnak egy féltestvére van, Hlib Razumkov, aki apja Julija Mosztovával létesített élettársi kapcsolatából született 1998-ban. Féltestvérével soha sem találkozott személyesen. Julija Mosztova (aki a Hét tükre befolyásos ukrán hetilap főszerkesztője) Olekszandr Razumkov halála után Anatolij Hricenko volt védelmi miniszterrel kötött házasságot, és féltestvére, Hlib ebben a családban nevelkedett.